# Stevie Hattu
Stevie Hattu (Venlo, 29 maart 1992) is een Nederlands voormalig voetballer die doorgaans speelde als linksback. Tussen 2012 en 2019 was hij actief voor Helmond Sport, JVC Cuijk voor Wittenhorst.

## Carrière
Hattu begon zijn carrière bij de amateurclub VV VOS, wat hij verliet voor VVV'03. Na verloop van tijd tekende hij bij VVV-Venlo om daar de jeugdopleiding te doorlopen. Dat deed hij ook bij VVV, maar toen zijn contract in 2012 afgelopen was, tekende hij bij Helmond Sport. Aldaar debuteerde hij op 19 oktober 2012 tegen Go Ahead Eagles. Later speelde hij ook nog tegen SC Veendam, totdat hij in februari 2013 zijn contract inleverde bij de club. Hij tekende in de zomer van dat jaar een contract bij JVC Cuijk. Vier jaar later verkaste Hattu naar Wittenhorst.